# Shimal gaskraftværk
Shimal gaskraftværk er et gaskraftværk i provinsen Aserbajdsjan. Det har en installeret produktionskapacitet på 395 MW, fordelt på en mølle. Anlægget blev startet omkring 1990 og blev afsluttet i 2003. Brændsel er naturgas.